# Hans Christian Engell (læge)
 For alternative betydninger, se Hans Christian Engell. (Se også artikler, som begynder med Hans Christian Engell)
Hans Christian Engell (født 13. august 1920, død 1. oktober 2010) var en dansk overlæge, dr.med. der fik betydning for udviklingen inden for kirurgi af kardiovaskulære sygdomme.
Han blev medicinsk kandidat i 1946. Kom i 1950 til Rigshospitalet på daværende Kirurgisk Afdeling D og blev i 1962 overlæge for afdelingen.
Han opnåede et Rockefeller Research Fellowship hos Dr. Gibbon, Philadelphia, og indgik i det team, der i 1954 gennemførte den første hjerteoperation i verden under anvendelse af ekstrakorporal cirkulation.
Engell var formand for Dansk Karkirurgisk Selskab og blev æresmedlem i 1990.
Han var fra 1967-1987 forstander for Afdeling for eksperimentel patologi.
Han var desuden lektor i kirurgi ved Københavns Universitet i 1963-1990 og i en årrække medlem af det medicinske fakultetsråd og konsistorium.
Engell fratrådte Rigshospitalet i 1990 